# 中野物産
中野物産株式会社（なかのぶっさん）は、大阪府堺市に本社を置く食品メーカーである。ロングセラーである『都こんぶ』で有名。

## 沿革
- 1931年 創業者中野正一が中野商店を創業。
- 1959年 設立。

## 『都こんぶ』の開発
創業者である中野正一が、堺の昆布問屋に勤めていた頃に、売れない昆布の切れ端をおやつ代わりに食べていた所、「昆布自体も旨いが、さらに味を付けて売ればおやつになるし儲かるのではないか?」と考えたのが始まりとされている。1931年（昭和6年）、19歳にして独立した中野は試行錯誤の末に昆布に合う味の調味料を開発し、昆布にまぶした上で食べやすい大きさに切った物を『都こんぶ』（中野の故郷である京都から『都』の名前を発想）と名付け販売したところ大ヒットとなった。駄菓子店、紙芝居屋、映画館、国鉄の駅売店と販路を広げていくうちに、手のひらにおさまる縦長のサイズが基本となった。なお『都こんぶ』の赤いパッケージ箱は、店頭に並べられたときに目立つという理由から中野が発想したものである。

## 主な製品
- 都こんぶ - 一時期、アニメ・漫画「銀魂」とのコラボレートで「神楽の酢こんぶ」という商品を出したことがある
- おしゃぶり昆布浜風